# Марія Квіст
Марія «Мая» Квіст, у пізньому шлюбі Монссон (5 вересня 1879 , Övrabyd  — 9 жовтня 1958 , Västerledd ) — шведська політична діячка, суфражистка, активна членкиня Соціал-демократів та молодіжної Ліги. У 1910 році Марія Квіст була першою жінкою, обраною до міської ради Євле.

## Життєпис
Марія Квіст народилася 1879 року — старшою з 11 братів і сестер; її батько був військовим. Багато дівчат з подібним походженням того часу не отримували офіційної освіти після початкової школи. Після школи відвідала вступний курс у Мальме для вчителів у невеликих сільських школах. Згодом також відвідувала народну середню школу Хвілан, найстаріший із цих закладів освіти у Швеції. 
Була вимушена працювати з 15-річного віку, здебільшого покоївкою чи прислугою в Сконе, а в 25-річному віці розпочала активну діяльність. Її політичні переконання привели до підтримки соціал-демократії та в 1902 році до Національної асоціації жіночого виборчого права. Разом з іншими активістками Марія заснувала Асоціацію домашніх робітниць (Tjännarinneförening) у Стокгольмі і очолила її в 1904 році. У 1910 році Марія Квіст була першою жінкою, обраною до міської ради Євле.
Особливо цікавилася правами жінок і боролася за права робітниць, обмеження робочого часу та навчання для працівниць.
Приблизно на рубежі століть познайомилася з Фабіаном Монссоном, лівим журналістом, письменником і колишнім солдатом. Вони почали жити разом, але не перебували у шлюбі. Це вважалося протестом проти тодішніх шлюбних законів, оскільки жінки втрачали і відповідальність, і майно, вступаючи в шлюб. Їхні стосунки відповідали шведській версії цивільного шлюбу (Samvetsäktenskap). Пізніше, на 50-й день народження Фабіана в 1922 році, вони попросили архієпископа Натана Седерблома благословити їхні стосунки та одружилися в 1925 році після того, як закони про шлюб були змінені: з 1920 року одружені жінки були визнані суб'єктами відповідальності та могли володіти майном. У пари були однакові політичні переконання: обидвоє входили до складу правління Соціал-демократичної ліги молоді з моменту її заснування. Марія також багато допомагала Фабіану: вона досліджувала історичні факти, вичитувала та друкувала його роботи.

## Галерея

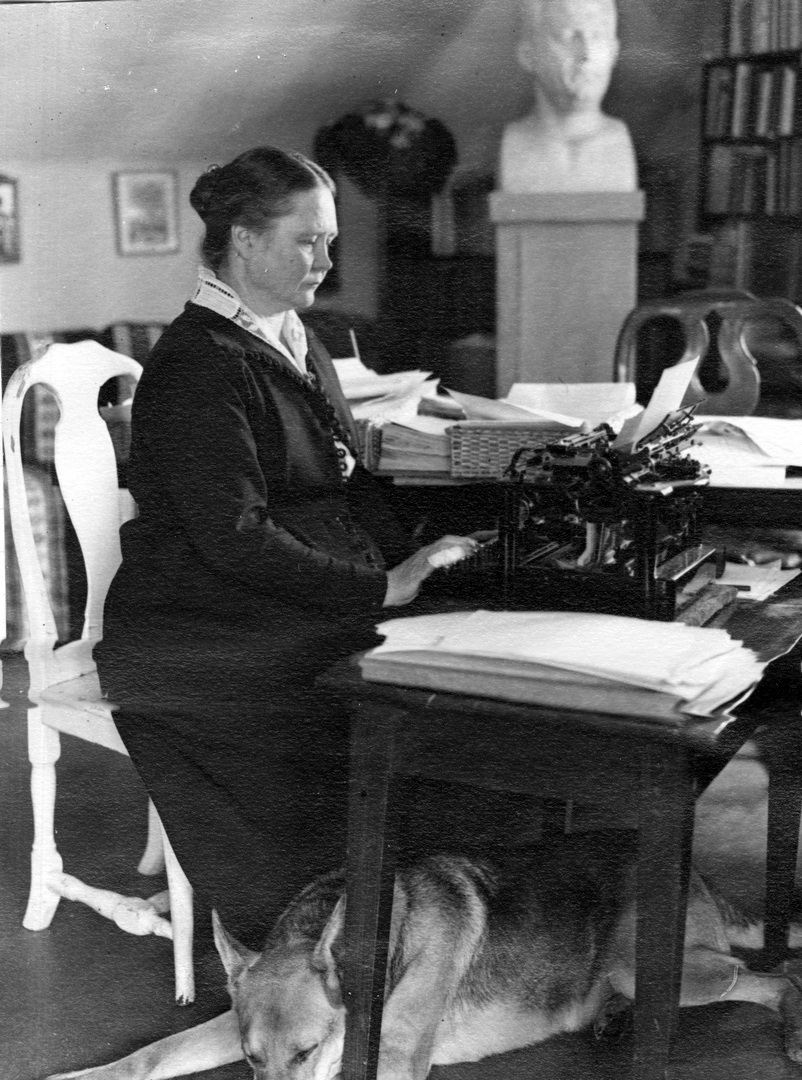
Марія Квіст у своєму кабінеті
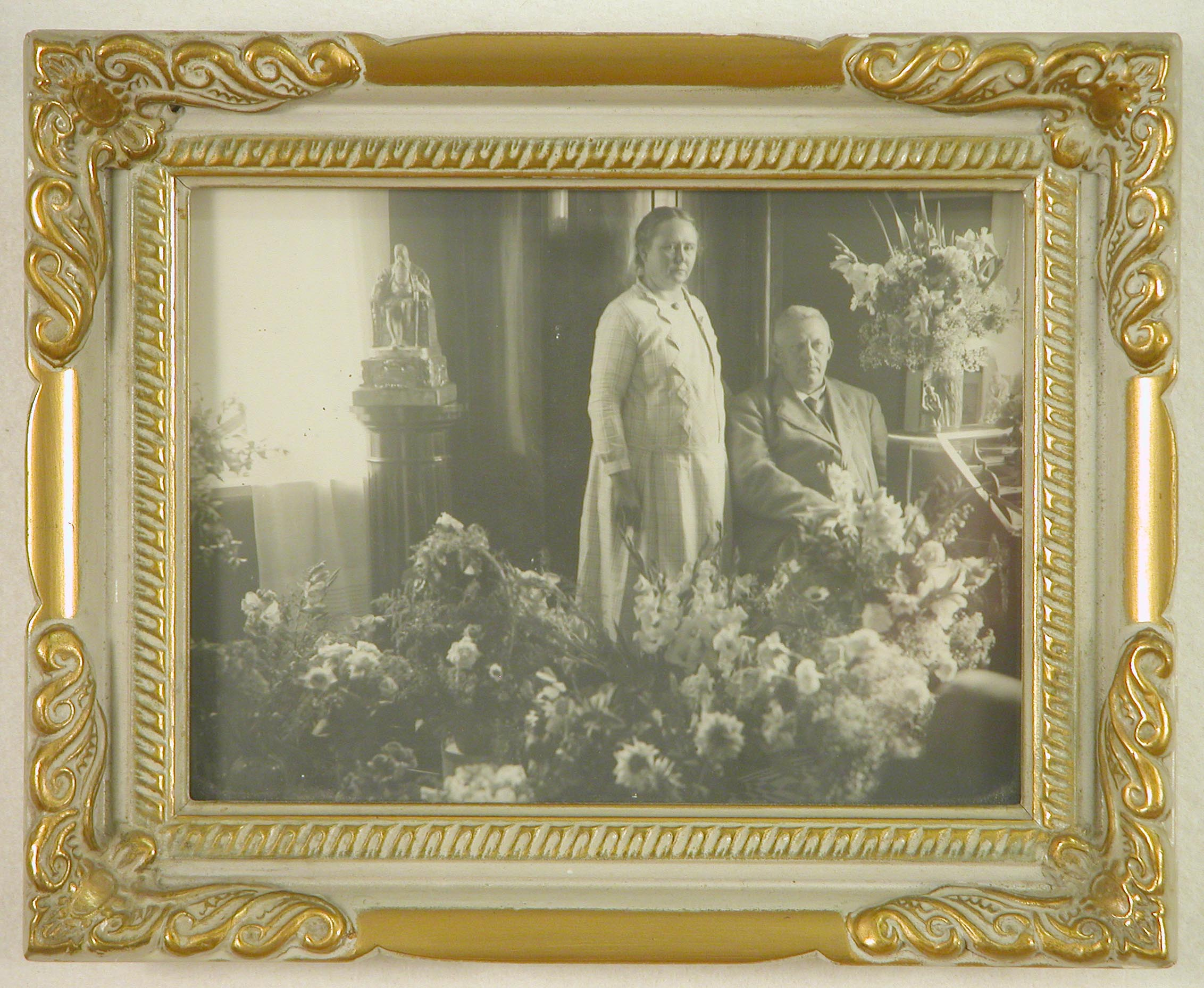
Марія Квіст і її чоловік на 50-річчя Марії в 1929 році
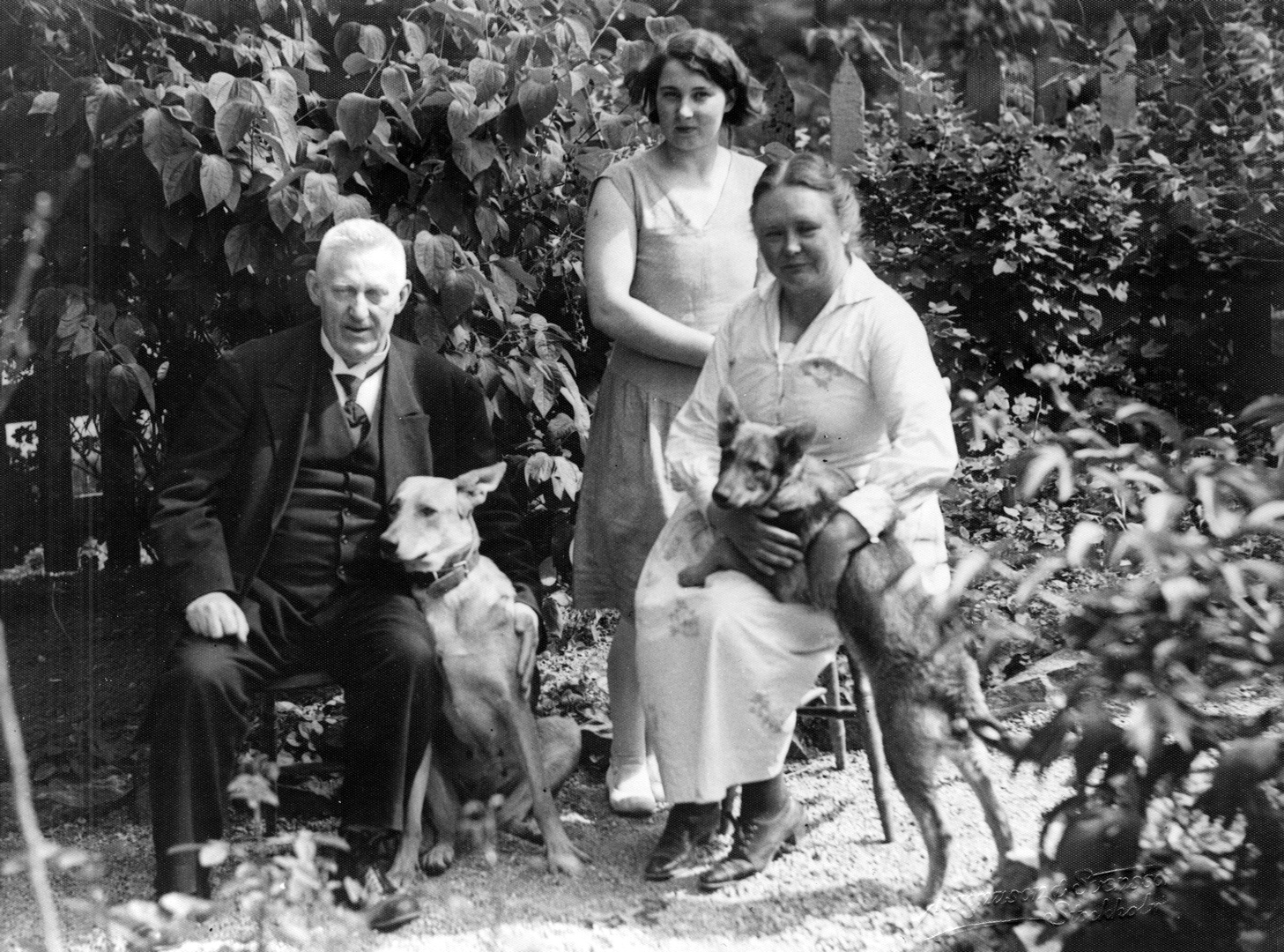
Пара з покоївкою Рут і собаками в саду
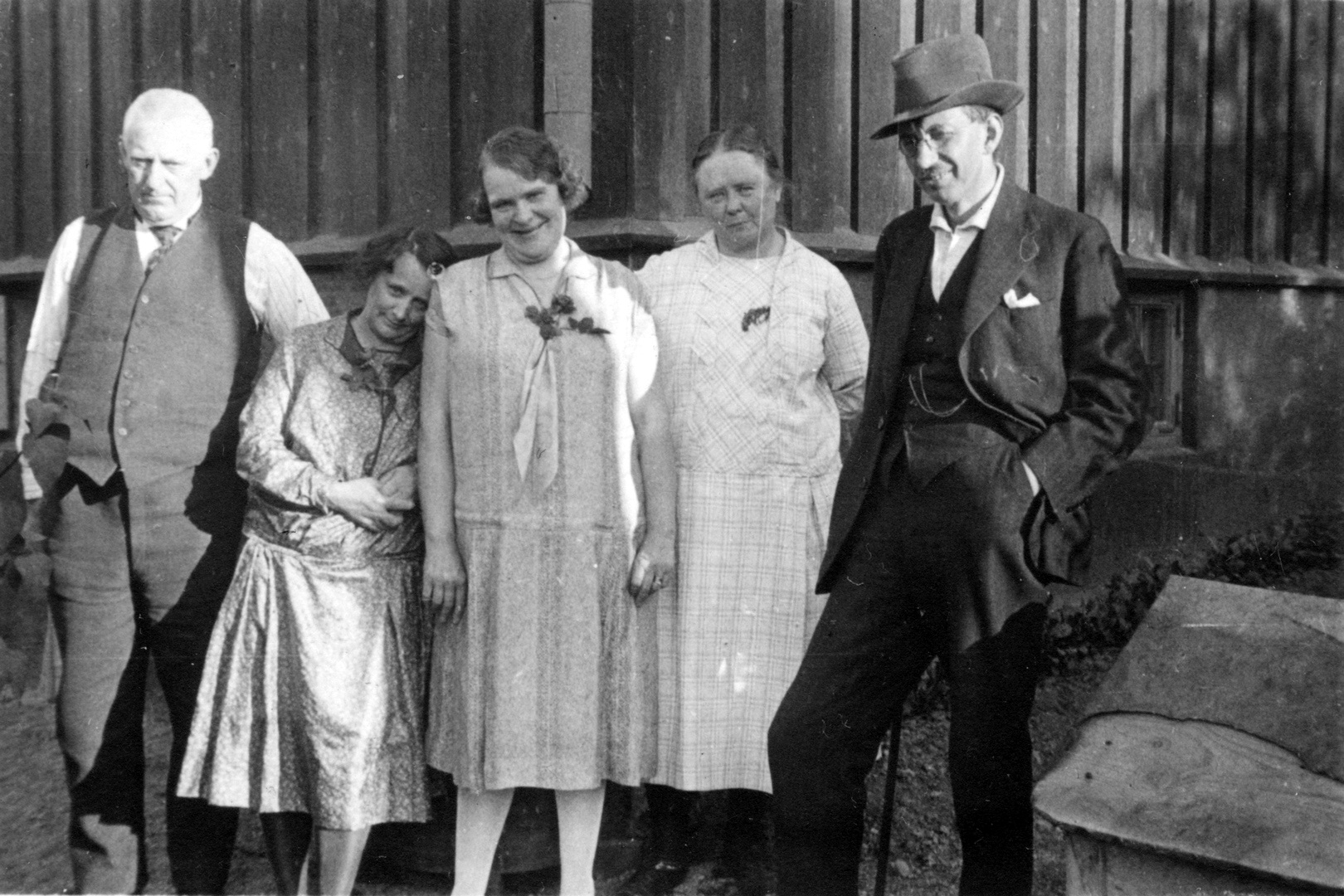
Марія Квіст зі своїм чоловіком і (серед інших) їхнім близьким другом Зет Хьоглунд
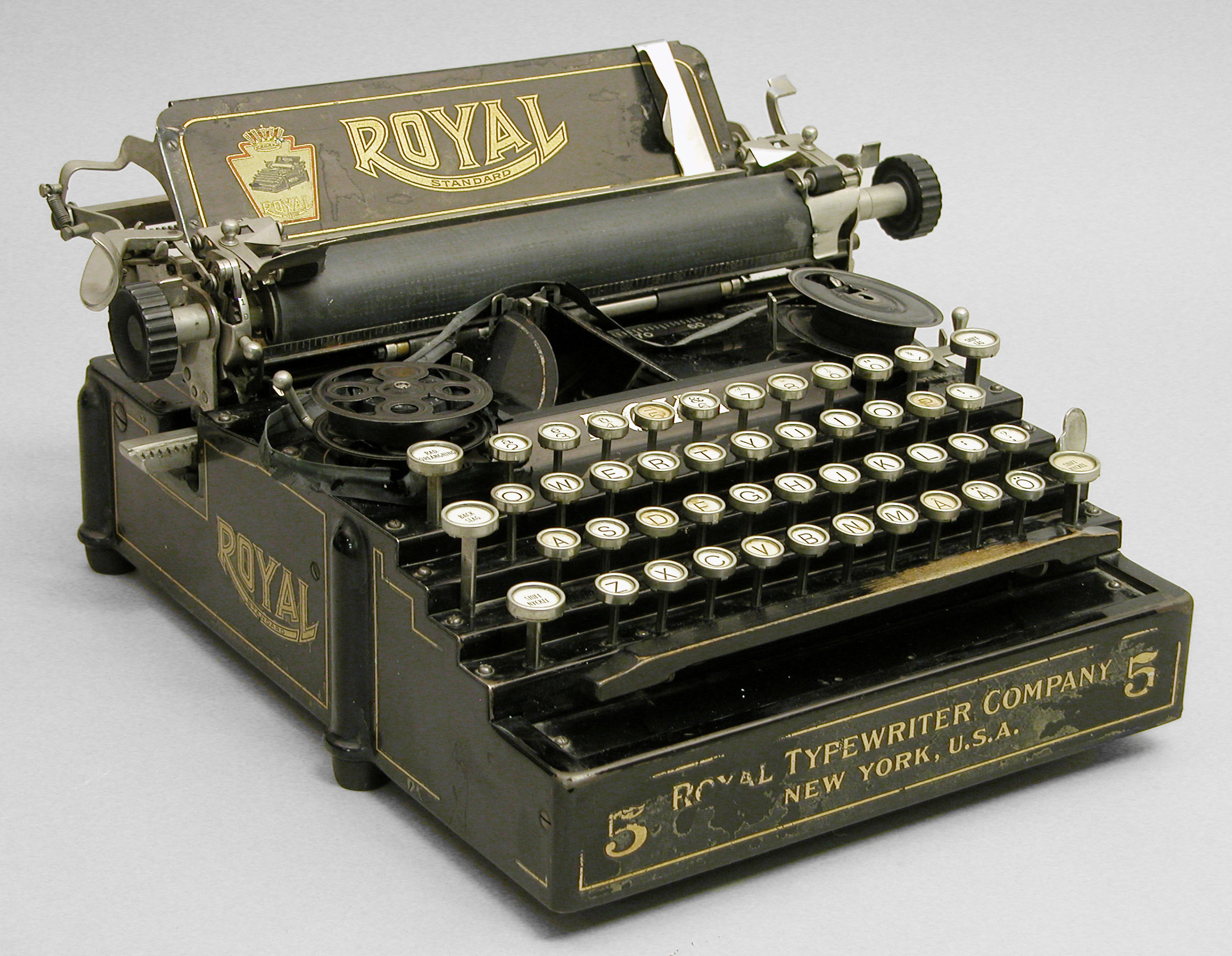
Друкарську машинку Марія Квіст використовувала для роботи над творами чоловіка
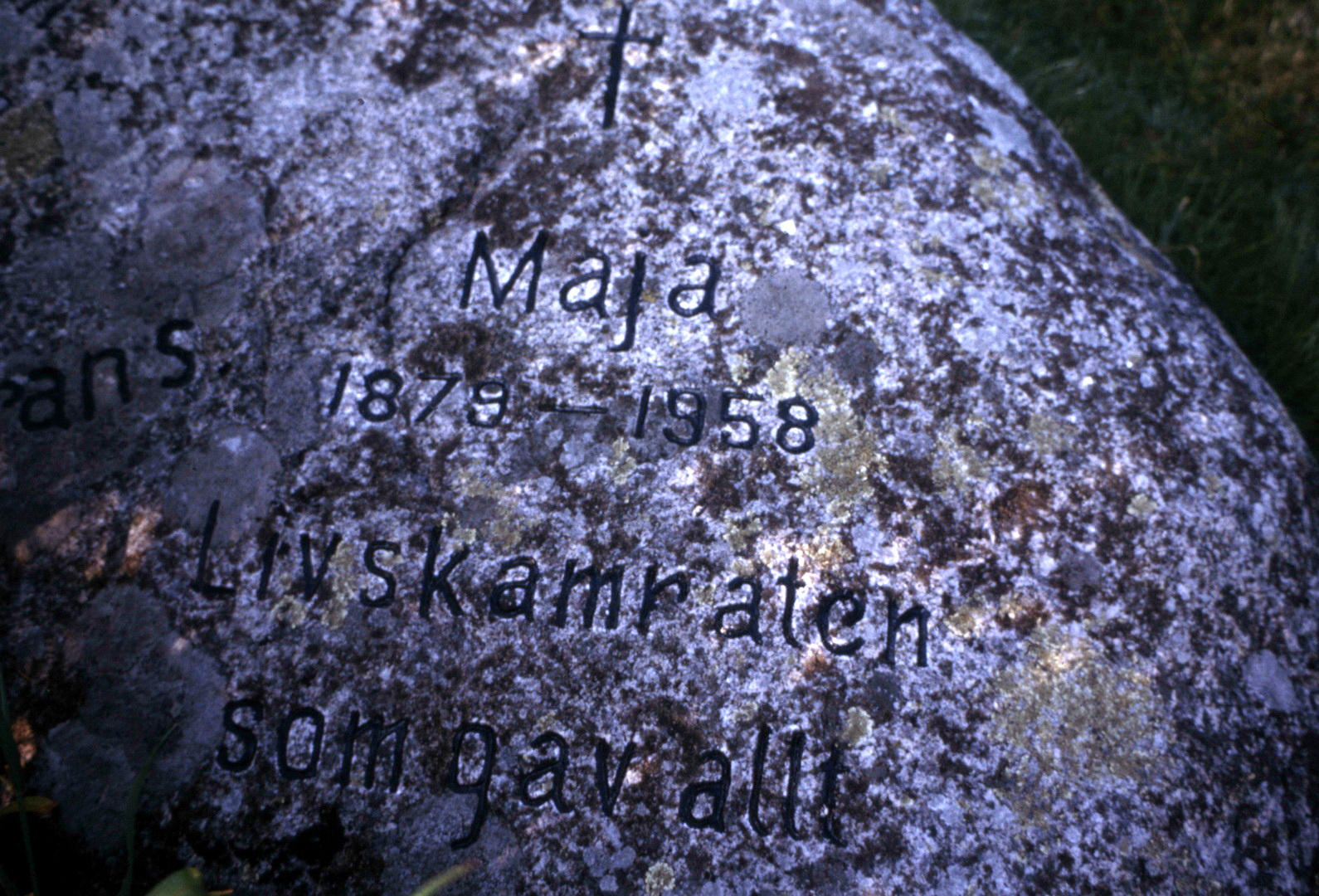
Меморіал Марії та Фабіану Монсонам